# УМ ервејз
УМ ервејз (UM Airlines; укр. Українсько-середземноморські авіалінії), бивша је украјинска авио компанија са седиштем у Кијеву. 

## Историја
УМ ервејз компанија је основана 1998. године док је овлашћење за лет добила 15. септембра 1999. године. Авио-чвориште ервејза је било на аеродрому Кијев-Бориспољ, где је и компанија обавила свој први лет 2000. године.
Украјинска ваздушна администрација одлучила је 2007. године да одбије дозволу за лет УМ ервејза из безбедносних разлога. У септембру 2007. Европска комисија забранила је компанији да користи ваздушни простор Европске уније. Авио-компанија је у новембру 2009. године добила дозволу да настави летове ка Европској унији. Од јануара 2017. године на сајту компаније нема редовних летова.

## Коришћени авиони
- Антонов Ан-26: транспортни авион, средње носивости;
- BAe 146: млазни путнички авион;
- Даглас DC-9:двомоторни авион кратког и средњег домета;
- Макдонел Даглас MD-80: двомоторни путнички авион кратког и средњег домета;
- Тупољев Ту-134: двомоторни путнички авион на млазни погон;
- Тупољев Ту-154: тромоторни линијски путнички авион средњег долета.